# Сату-Ноу (Колонешть, Бакеу)
Сату-Ноу (рум. Satu Nou) — село у повіті Бакеу в Румунії. Входить до складу комуни Колонешть.
Село розташоване на відстані 259 км на північ від Бухареста, 24 км на схід від Бакеу, 64 км на південний захід від Ясс, 146 км на північний захід від Галаца.

## Населення
За даними перепису населення 2002 року у селі проживали 362 особи, усі — румуни. Усі жителі села рідною мовою назвали румунську.